# It Keeps Right On a-Hurtin'
It Keeps Right On a-Hurtin' è il secondo album del cantante pop statunitense Johnny Tillotson, pubblicato dalla Cadence Records nel giugno del 1962.

## Tracce

### LP (1962, Cadence Records, CLP 3058/CLP 25058)
Lato A (N90P 1648)
1. It Keeps Right On a-Hurtin' – 2:45 (Johnny Tillotson) – Registrato il 23 gennaio 1962
2. Lonely Street – 2:33 (Kenny Sowder, Carl Belew, W. S. Stevenson) – Registrato il 26 maggio 1962
3. I'm So Lonesome I Could Cry – 2:48 (Hank Williams) – Registrato il 27 maggio 1962
4. Funny How Time Slips Away – 3:07 (Willie Nelson) – Registrato il 20 maggio 1962
5. I Fall to Pieces – 3:00 (Hank Cochran, Harlan Howard) – Registrato il 20 maggio 1962
6. What'll I Do – 2:37 (Irving Berlin) – Registrato il 27 maggio 1962

Durata totale: 16:50
Lato B (N90P 1649)
1. I Can't Help It (If I'm Still in Love with You) – 2:21 (Hank Williams) – Registrato il 26 maggio 1962
2. Take Good Care of Her – 2:29 (Ed Warren, Arthur Kent) – Registrato il 26 maggio 1962
3. Four Walls – 2:50 (Marvin Moore, George Campbell) – Registrato il 27 maggio 1962
4. Send Me the Pillow You Dream On – 2:50 (Hank Locklin) – Registrato il 20 maggio 1962
5. Fool #1 – 2:29 (Kathryn R. Fulton) – Registrato il 20 maggio 1962
6. Hello Walls – 2:16 (Willie Nelson) – Registrato il 27 maggio 1962

Durata totale: 15:15

## Musicisti
It Keeps Right On a-Hurtin' 
- Johnny Tillotson– voce
- Harold Ray Bradley – chitarra
- Componenti orchestra e altri musicisti non accreditati
- Archie Bleyer – produzione, direttore d'orchestra

Lonely Street / I Can't Help It (If I'm Still in Love with You) / Take Good Care of Her
- Johnny Tillotson – voce
- (possibile) Ray Edenton – chitarra
- Altri musicisti non accreditati
- Archie Bleyer – produzione

I'm So Lonesome I Could Cry / What'll I Do / Four Walls / Hello Walls
- Johnny Tillotson – voce
- Charlie McCoy – armonica
- Altri musicisti non accreditati
- Archie Bleyer – produzione

Funny How Time Slips Away / I Fall to Pieces / Send Me the Pillow You Dream On / Fool #1
- Johnny Tillotson – voce
- (possibile) Ray Edenton – chitarra
- Altri musicisti non accreditati
- Archie Bleyer – produzione[3]

### Produzione
- Archie Bleyer – produzione, arrangiamenti
- Registrazioni effettuate al RCA Victor Studio di Nashville, TN
- Frank Gauna – grafica e design copertina album originale
- Mike Levin – foto copertina album originale
- Bob Mack – note retrocopertina album originale[4]

## Classifica
Album
| Anno | Classifica | Posizione raggiunta |
| ---- | ---------- | ------------------- |
| 1962 | TOP LP's   | 8                   |

Singoli
| Anno | Titolo del brano                                | Classifica             | Posizione raggiunta |
| ---- | ----------------------------------------------- | ---------------------- | ------------------- |
| 1962 | It Keeps Right On a-Hurtin'                     | Hot 100                | 3                   |
| 1962 | Send Me the Pillow You Dream On                 | Hot 100                | 17                  |
| 1962 | I Can't Help It (If I'm Still in Love with You) | Hot 100                | 24                  |
| 1962 | I'm So Lonesome I Could Cry                     | Hot 100                | 89                  |
| 1962 | What'll I Do                                    | Hot 100                | 106                 |
| 1962 | It Keeps Right On a-Hurtin'                     | Hot R&B/Hip-Hop Songs  | 6                   |
| 1962 | It Keeps Right On a-Hurtin'                     | Hot Country Songs      | 4                   |
| 1962 | Send Me the Pillow You Dream On                 | Hot Country Songs      | 11                  |
| 1962 | Send Me the Pillow You Dream On                 | Adult Contemporary     | 5                   |
| 1962 | I Can't Help It (If I'm Still in Love with You) | Adult Contemporary     | 8                   |
| 1962 | Send Me the Pillow You Dream On                 | Official Singles Chart | 21                  |
| 1962 | It Keeps Right On a-Hurtin'                     | Official Singles Chart | 31                  |